# Ptilinopus wallacii
La tortora beccafrutta di Wallace o colomba frugivora di Wallace (Ptilinopus wallacii G.R.Gray, 1858) è un uccello della famiglia Columbidae diffuso in Indonesia.
Il nome della specie è un omaggio al naturalista britannico Alfred Russel Wallace (1823–1913).

## Distribuzione e habitat
La specie è diffusa nella parte sud-occidentale della Nuova Guinea, nelle isole Molucche e nelle Piccole Isole della Sonda.